# White Rock (Carolina del Sur)
White Rock es un área no incorporada ubicada del Condado de Richland en el estado estadounidense de Carolina del Sur. La localidad tiene el código postal 29177.